# Nothing Has Changed
Nothing Has Changed je kompilační album anglického hudebníka Davida Bowieho, vydané v listopadu roku 2014. Album obsahuje písně z celé jeho kariéry; je zde také několik dříve nevydaných nahrávek. Je to například nová píseň „Sue (Or in a Season of Crime)“ či tři skladby z jeho nevydaného alba Toy z roku 2001: „Your Turn to Drive“, „Let Me Sleep Beside You“ a „Shadow Man“. V žebříčku Billboard 200 se album umístilo na 57. pozici.

## Seznam skladeb
| Disk 1 | Disk 1                        | Disk 1 |
| Pořadí | Název                         | Délka  |
| ------ | ----------------------------- | ------ |
| 1.     | Sue (Or in a Season of Crime) | 7:23   |
| 2.     | Where Are We Now?             | 4:09   |
| 3.     | Love Is Lost                  | 4:07   |
| 4.     | The Stars (Are Out Tonight)   | 3:57   |
| 5.     | New Killer Star               | 3:42   |
| 6.     | Everyone Says 'Hi             | 3:29   |
| 7.     | Slow Burn                     | 3:55   |
| 8.     | Let Me Sleep Beside You       | 3:12   |
| 9.     | Your Turn to Drive            | 4:54   |
| 10.    | Shadow Man                    | 4:44   |
| 11.    | Seven                         | 4:12   |
| 12.    | Survive                       | 4:17   |
| 13.    | Thursday's Child              | 4:26   |
| 14.    | I'm Afraid of Americans       | 4:26   |
| 15.    | Little Wonder                 | 3:42   |
| 16.    | Hallo Spaceboy                | 4:25   |
| 17.    | The Hearts Filthy Lesson      | 3:32   |
| 18.    | Strangers When We Meet        | 4:18   |

| Disk 2 | Disk 2                            | Disk 2 |
| Pořadí | Název                             | Délka  |
| ------ | --------------------------------- | ------ |
| 1.     | The Buddha of Suburbia            | 4:24   |
| 2.     | Jump They Say                     | 3:53   |
| 3.     | Time Will Crawl                   | 4:17   |
| 4.     | Absolute Beginners                | 5:35   |
| 5.     | Dancing in the Street             | 3:10   |
| 6.     | Loving the Alien                  | 4:43   |
| 7.     | This Is Not America               | 3:51   |
| 8.     | Blue Jean                         | 3:11   |
| 9.     | Modern Love                       | 3:56   |
| 10.    | China Girl                        | 4:15   |
| 11.    | Let's Dance                       | 4:08   |
| 12.    | Fashion                           | 3:26   |
| 13.    | Scary Monsters (and Super Creeps) | 3:32   |
| 14.    | Ashes to Ashes                    | 3:35   |
| 15.    | Under Pressure                    | 4:08   |
| 16.    | Boys Keep Swinging                | 3:17   |
| 17.    | Heroes                            | 3:33   |
| 18.    | Sound and Vision                  | 3:03   |
| 19.    | Golden Years                      | 3:27   |
| 20.    | Wild Is the Wind                  | 6:04   |

| Disk 3 | Disk 3                        | Disk 3 |
| Pořadí | Název                         | Délka  |
| ------ | ----------------------------- | ------ |
| 1.     | Fame                          | 4:16   |
| 2.     | Young Americans               | 3:13   |
| 3.     | Diamond Dogs                  | 5:50   |
| 4.     | Rebel Rebel                   | 4:30   |
| 5.     | Sorrow                        | 2:53   |
| 6.     | Drive-In Saturday             | 4:30   |
| 7.     | All the Young Dudes           | 3:08   |
| 8.     | The Jean Genie                | 4:05   |
| 9.     | Moonage Daydream              | 4:39   |
| 10.    | Ziggy Stardust                | 3:12   |
| 11.    | Starman                       | 4:12   |
| 12.    | Life on Mars?                 | 3:49   |
| 13.    | Oh! You Pretty Things         | 3:12   |
| 14.    | Changes                       | 3:35   |
| 15.    | The Man Who Sold the World    | 3:57   |
| 16.    | Space Oddity                  | 5:14   |
| 17.    | In the Heat of the Morning    | 2:57   |
| 18.    | Silly Boy Blue                | 3:54   |
| 19.    | Can't Help Thinking About Me  | 2:43   |
| 20.    | You've Got a Habit of Leaving | 2:28   |
| 21.    | Liza Jane                     | 2:16   |